# Xshell
Xshell은 (주)넷사랑컴퓨터의 SSH, 텔넷, Rlogin을 위한 단말 에뮬레이터 클라이언트이다. 호스트별로 개별 세션 파일을 만들 수 있으며 세션별 보기 방식을 탭 형식으로 제공하여 동시간의 호스트 운영 및 관리에 용이한 특성이 있다.

## 역사
- Xshell은 2002년에 처음 출시되었다.
- 2005년 5월에는 버전 2가, 2008년 6월에는 버전 3이 출시되었다.
- 2010년 5월에는 버전 4가 출시되고 이 때부터 엔터프라이즈용 에디션이 제공되기 시작했다.
- 2014년 11월에는 버전 5가 출시되었다.
- 2018년 4월 24일에는 버전 6가 출시되었다.
- 2020년 11월 17일에는 버전 7이 출시되었다.

## 라이선스
Xshell은 사유 소프트웨어로서 개인 및 학교 사용자는 무료로 사용할 수 있고 기업은 유료 라이선스가 필요하다.
Xshell 단일 라이선스 및 Xmanager, Xftp, Xlpd가 포함된 기업용 엔터프라이즈 라이선스가 있다.

## 시스템 사양
버전 6 기준 시스템 최소 사양은 다음과 같다.
| 운영체제   | Windows 10, Windows 8.1, Windows 7, Windows Server 2019, Windows Server 2016, Windows Server 2012, Windows Server 2008 SP 1, Citrix MetaFrame for Windows |
| CPU        | Intel® Pentium 이상 |
| 메모리     | 512 MB 이상 |
| 하드디스크 | 50 MB 이상 |

## 기능
기능은 다음과 같다.
- SSH1, SSH2, Telnet, rlogin, Serial, SFTP, FTP 프로토콜 지원
- 사용자 지정 유저 인터페이스 (분리가 가능한 탭 그룹 관리, 레이아웃 관리, 사용자 지정 테마)
- 커스텀 마우스 및 키보드 매핑
- IPv6 지원
- 터미널 다중 세션 동시 키 입력
- 스크립트 지원 (비주얼 베이직, 자바스크립트, 파이썬)
- 사용자 키 및 호스트 키 관리
- Zmodem, Xmodem, Ymodem, SFTP 등의 파일 전송 유틸리티
- Xftp 및 Xmanager 와의 연동
- X11 포워딩
- SOCKS 4/5 프록시
- SSH 터널링
- 터미널 하이라이트 편집
- 작성 창, 빠른 명령 창
- 웹 검색 기능
- ASCII 및 NonASCII 문자열에 대한 글꼴 지정

## 보안
- 공개 키 암호 방식
- 대칭 키 암호
- GSSAPI (MIT Kerberos, Microsoft SSPI)
- SSH PKCS 11 인증
- 마스터 패스워드 인증, 화면 잠금 기능, 키보드 인터렉티브 인증 지원

| 암호화 알고리즘               | MAC                           | 키 교환 알고리즘                     |
| ----------------------------- | ----------------------------- | ------------------------------------ |
| 3des-cbc                      | hmac-md5                      | curve25519-sha256@libssh.org         |
| aes128-cbc                    | hmac-md5-96                   | ecdh-sha2-nistp256                   |
| aes128-ctr                    | hmac-md5-96-etm@openssh.com   | ecdh-sha2-nistp384                   |
| aes128-gcm@openssh.com        | hmac-md5-etm@openshh.com      | ecdh-sha2-nistp521                   |
| aes192_cbc                    | hmac-ripemd160                | diffie-hellman-group14-sha1          |
| aes192-ctr                    | hmac-ripemd160@openssh.com    | diffie-hellman-group1-sha1           |
| aes256-cbc                    | hmac-sha1                     | diffie-hellman-group-exchange-sha1   |
| aes256-ctr                    | hmac-sha1-96                  | diffie-hellman-group-exchange-sha256 |
| aes258-gcm@openssh.com        | hmac-sha1-96-etm@openssh.com  |                                      |
| arcfour                       | hmac-sha1-etm@openssh.com     |                                      |
| arcfour 128                   | hmac-sha2-256                 |                                      |
| arcfour 256                   | hmac-sha2-256-etm@openssh.com |                                      |
| blowfish-cbc                  | hmac-sha2-512                 |                                      |
| cast128-cbc                   | hmac-sha-512-etm@openssh.com  |                                      |
| chacha20-poly1305@openssh.com |                               |                                      |
| rijndael128-cbc               |                               |                                      |
| rijndael192-cbc               |                               |                                      |
| rijndael256-cbc               |                               |                                      |
| rijndael-cbc@lysator.liu.se   |                               |                                      |

## 같이 보기
- 단말 에뮬레이터 목록
- PuTTY